# Toenayar novemcarinata
Toenayar novemcarinata — вид сцинкоподібних ящірок родини сцинкових (Scincidae). Мешкає в Південно-Східній Азії. Це єдиний представник монотипового роду Toenayar.

## Поширення і екологія
Toenayar novemcarinata мешкають у Північно-Східній Індії, М'янмі, Таїланді, на Малайському півострові та на Великих Зондських островах. Вони живуть у рівнинних діптерокарпових лісах.